# Каве ди Сан Поло (Бреша)
Каве ди Сан Поло је насеље у Италији у округу Бреша, региону Ломбардија.
Према процени из 2011. у насељу је живело 38 становника. Насеље се налази на надморској висини од 127 м.